# Tugu Negara

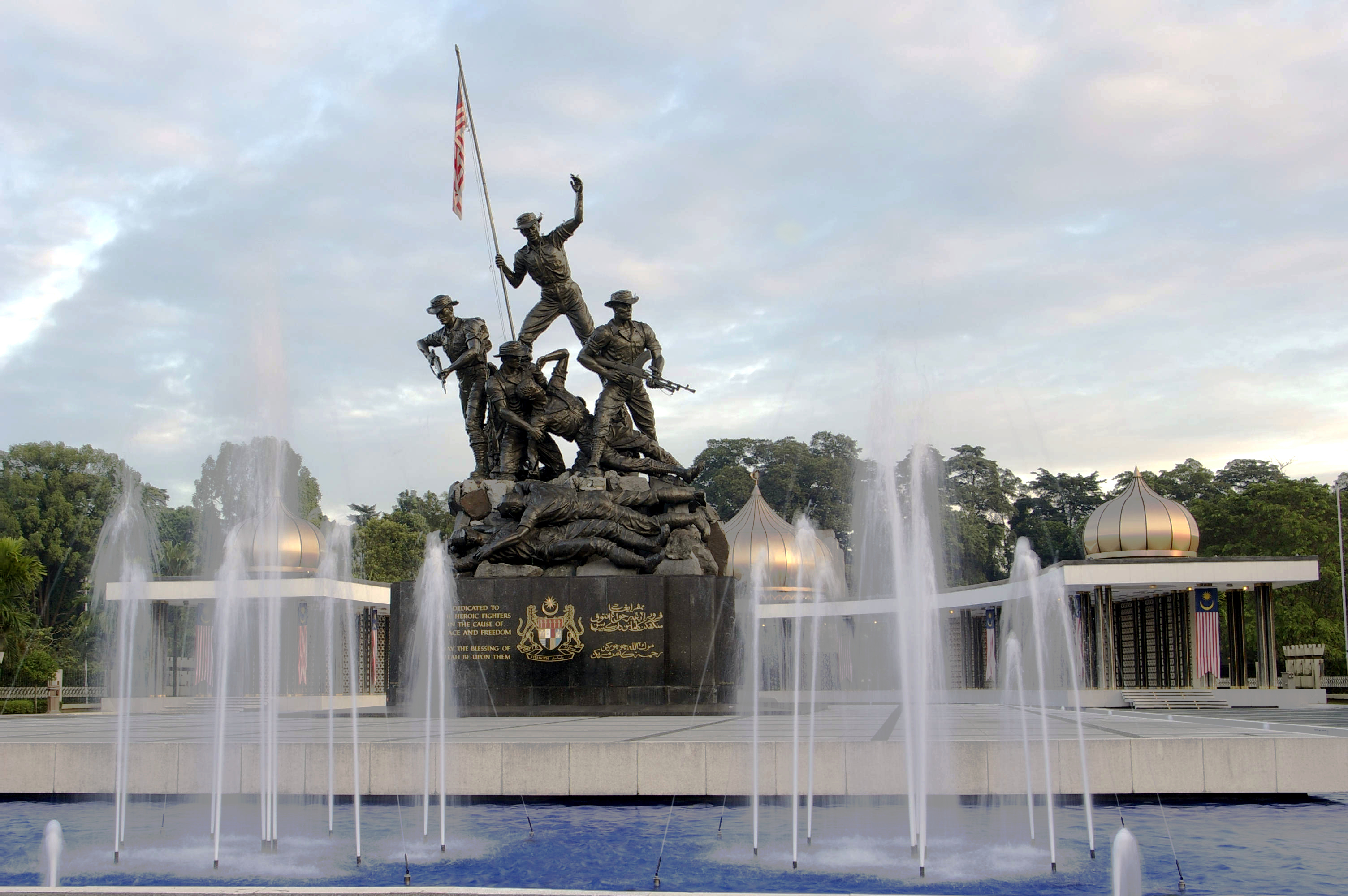
Tugu Negara, a maláj nemzeti emlékmű

A Tugu Negara Malajzia nemzeti emlékműve Kuala Lumpurban.
A parlament közelében található szoborcsoport azokra a hősökre emlékeztet, akik életüket adták a maláj nemzeti függetlenségért a második világháborúban (a japán megszállókkal szemben), ill. a szükségállapot idején 1948 és 1960 között (a kommunista felkelők elleni küzdelemben). 
A 15,54 m magas bronz szoborcsoport a világ egyik legnagyobb köztéri műalkotása. Felix de Weldon amerikai szobrász tervei szerint készült. Weldon talán legismertebb alkotása egyébként a tengerészgyalogság háborús emlékműve az Egyesült Államokban (Rosslyn közelében, Virginia). 
Az emlékmű gránit alapján az alábbi felirat olvasható: 
„A békéért és szabadságért küzdő hősies harcosoknak állítva. Allah áldása legyen rajtuk.”
Az alkotás hét maláj katonát ábrázol, valamint a fölöttük magasba emelkedő nemzeti lobogót. Mindegyikük egy-egy értékes emberi tulajdonságot testesít meg: a vezetőkészséget, az összefogást, az erőt, a szenvedés vállalását, az éberséget, a bátorságot, az önfeláldozást.
Az emlékmű hivatalos átadására 1966. február 8-án került sor. Azóta évente, július 31-én, itt tartják a hősök napi megemlékezéseket.